# No Man's Sky
No Man's Sky este un joc de supraviețuire, acțiune și aventură dezvoltat și publicat de Hello Games⁠(d). A fost lansat la nivel mondial pentru PlayStation 4 și Windows în august 2016, pentru Xbox One în iulie 2018, pentru consolele PlayStation 5 și Xbox Series X⁠(d) și Series S⁠(d) în noiembrie 2020, pentru Nintendo Switch în octombrie 2022, pentru macOS în iunie 2023, și pentru Nintendo Switch 2 în iunie 2025.
Jocul se bazează pe patru piloni principali: explorarea, supraviețuirea, lupta și comerțul. Jucătorii pot interacționa cu întregul univers deschis generat procedural și determinist, care include peste 18 cvintilioane de planete. Prin sistemul de generare procedurală al jocului, fiecare planetă are propriul ecosistem, cu forme unice de floră și faună, iar diverse specii extraterestre pot interacționa cu jucătorul prin luptă sau comerț în cadrul sistemelor planetare.
Progresul în joc se realizează prin extracția de resurse pentru alimentarea și îmbunătățirea echipamentului, cumpărarea și vânzarea de resurse folosind monede obținute prin documentarea florei și faunei sau prin comerț cu formele de viață menționate, construirea de baze planetare și extinderea flotelor spațiale, sau urmărind firul narativ principal al jocului, care implică dezvăluirea misterului din jurul entității cunoscute sub numele de The Atlas.
Sean Murray, fondatorul studioului Hello Games, a dorit să creeze un joc care să surprindă senzația de explorare și optimismul specific literaturii și artei science-fiction din anii 1970 și 1980. Jocul a fost dezvoltat pe parcursul a trei ani de o echipă mică de la Hello Games, cu ajutorul Sony Interactive Entertainment pentru promovare și publicare. Mass-media din domeniul jocurilor video a perceput proiectul ca fiind ambițios pentru o echipă atât de mică, iar Murray și Hello Games au atras o atenție semnificativă înainte de lansare.
No Man's Sky a primit recenzii mixte la lansarea sa din 2016, unii critici lăudând realizările tehnice ale universului generat procedural, în timp ce alții au considerat gameplay-ul⁠(d) lipsit de substanță și repetitiv. Cu toate acestea, reacția criticilor a fost afectată de lipsa mai multor funcții care fuseseră anunțate anterior, în special capabilitățile multiplayer.
Jocul a fost criticat și din cauza lipsei de comunicare din partea Hello Games în lunile de după lansare, ceea ce a generat reacții negative din partea unor jucători. Sean Murray a declarat ulterior că Hello Games nu a reușit să gestioneze așteptările și entuziasmul exagerat din jurul jocului, precum și numărul mult mai mare de jucători decât se anticipase la lansare. De atunci, studioul a adoptat o strategie de tăcere privind actualizările, până când acestea sunt aproape gata de lansare.
Promovarea și marketingul jocului No Man's Sky au devenit subiecte de dezbatere și sunt adesea citate ca un exemplu de ce trebuie evitat în promovarea jocurilor video.
De la lansarea inițială a jocului, Hello Games a continuat să îmbunătățească și să extindă No Man's Sky pentru a atinge viziunea experienței pe care și-au dorit să o construiască. Jocul a primit numeroase actualizări majore gratuite, care au adăugat funcționalități lipsă la lansare, cum ar fi componente multiplayer, dar și caracteristici noi precum vehicule de suprafață, construcția de baze, managementul flotelor spațiale, joc cross-platform și suport pentru realitate virtuală.
Aceste actualizări au îmbunătățit semnificativ percepția generală asupra No Man's Sky, iar mai multe publicații de profil l-au numit drept una dintre cele mai mari povești de reabilitare din industria jocurilor video.

## Gameplay

No Man's Sky le permite jucătorilor să exploreze planete cu floră și faună generate procedural.

No Man's Sky este un joc de supraviețuire cu acțiune-aventură, jucat din perspectivă la persoana întâi sau a treia, care le permite jucătorilor să se angajeze în patru activități principale: explorare, supraviețuire, luptă și comerț.
Jucătorul ia rolul unui explorator planetar umanoid extraterestru, cunoscut în joc ca Călător sau Anomalie, într-un univers necunoscut. Acesta începe pe o planetă aleatorie, aproape de o navă spațială prăbușită, la marginea galaxiei, și este echipat cu un exocostum de supraviețuire, cu jetpack și un "multitool" care poate fi folosit pentru a scana, mina și colecta resurse, precum și pentru a ataca sau a se apăra de creaturi și forțe ostile.
Jucătorul poate colecta, repara și realimenta nava, ceea ce îi permite să călătorească pe planetă, între alte planete și stații spațiale din sistemul planetar local, să participe la luptă spațială cu facțiuni extraterestre sau să facă salturi hiperspațiale către alte sisteme stelare.
Deși jocul este open-world, jucătorul poate urma îndrumarea entității cunoscute sub numele de The Atlas pentru a se îndrepta către centrul galaxiei.
Caracteristica definitorie a jocului No Man's Sky este că aproape toate elementele galaxiei – inclusiv stelele, planetele, flora și fauna de pe aceste planete, precum și întâlnirile cu extratereștri inteligenți – sunt create prin generare procedurală, folosind algoritmi determinați și generatoare de numere aleatorii pornind de la un singur număr-seed. Acest valoare pe 64 de biți duce la existența a peste 18 cvintilioane (1.8×10¹⁹) de planete de explorat în joc.
Foarte puține date sunt stocate pe serverele jocului, deoarece toate elementele sunt generate prin calcul determinist atunci când jucătorul se află în apropierea lor, asigurând faptul că alți jucători vor vedea aceleași elemente dacă ajung în aceeași locație a galaxiei. Jucătorii pot face modificări temporare pe planete, precum extragerea de resurse, însă aceste modificări nu sunt păstrate odată ce jucătorul părăsește zona respectivă.
Până în iulie 2020, jocul folosea servere diferite pentru fiecare platformă. După un patch lansat în iulie 2020, a fost activată funcționalitatea de joc cross-platform pentru toate platformele suportate.
Prin explorare, jucătorul este recompensat cu unități, principala monedă din joc, prin scanarea planetelor, bazelor extraterestre, florei și faunei întâlnite în călătoriile sale. Dacă jucătorul este primul care descoperă unul dintre aceste elemente, poate câștiga unități suplimentare prin încărcarea informației în The Atlas, iar numele său va fi asociat cu descoperirea respectivă, fiind vizibil pentru ceilalți jucători.
Jucătorii au oportunitatea de a redenumi aceste caracteristici în acel moment, în limitele impuse de un filtru de conținut. No Man's Sky poate fi jucat offline, însă interacțiunea cu The Atlas necesită conexiune la internet.
Jucătorul trebuie să asigure supraviețuirea Călătorului (Traveller), deoarece multe planete au atmosfere periculoase, cum ar fi temperaturi extreme, gaze toxice și furtuni violente.Deși jucătorul poate găsi adăpost în baze extraterestre sau peșteri, aceste medii ostile vor uza treptat modulul de protecție împotriva pericolelor al exosuitului și pot duce la moartea Călătorului. Prin urmare, jucătorul trebuie să colecteze resurse esențiale pentru supraviețuire.
Prin obținerea de planuri (blueprints), jucătorul poate folosi resursele pentru a crea upgrade-uri pentru exosuit, multitool și navă spațială, îmbunătățind astfel capacitățile de supraviețuire. Multe dintre aceste upgrade-uri funcționează sinergic, oferind avantaje combinate în luptă, explorare sau rezistență.
Fiecare dintre aceste echipamente are un număr limitat de sloturi atât pentru upgrade-uri, cât și pentru spațiul de stocare, ceea ce obligă jucătorul să își gestioneze atent inventarul și echipamentele. Cu toate acestea, jucătorul poate cumpăra noi sloturi pentru exosuit sau poate achiziționa nave și unelte cu mai multe sloturi. De asemenea, se pot cumpăra sloturi suplimentare pentru navă sau se pot folosi augmentări de stocare.
Multe funcții ale exosuitului, multitool-ului și navei necesită realimentare după utilizări repetate, folosind resurse colectate ca surse de energie.
Pe o planetă, Călătorul poate fi atacat de creaturi ostile. De asemenea, poate fi atacat de Sentinels, o forță de roboți autoreplicanți care patrulează planetele și reacționează împotriva celor care exploatează resursele planetei sau atacă fauna pașnică. Jucătorii pot fi atacați și pentru colectarea unor resurse speciale, precum cuburile de graviton, sau pentru atacul direct asupra Sentinels. Călătorul se poate apăra folosind armele instalate pe multitool-ul său.
Jocul are un sistem de nivel de urmărire ("wanted level"): nivelurile scăzute pot atrage drone mici, ușor de învins, iar la niveluri mai mari pot apărea mașinării de luptă, cum ar fi Walker sau Quad, care pot ataca jucătorul.
În spațiu, Călătorul poate fi atacat de pirați care caută marfă sau de facțiuni extraterestre cu care are o reputație proastă. Jucătorul poate folosi sistemele de arme ale navei pentru a lupta în aceste confruntări.
Dacă Călătorul moare pe o planetă, va reapărea la ultimul punct de salvare, dar fără inventarul exosuitului; jucătorul poate recupera aceste materiale dacă reușește să ajungă la locul ultimei morți. În modul Permadeath, jucătorul nu poate reapărea.
Dacă moare în spațiu, va reapărea similar la stația spațială din sistemul local, pierzând însă toate bunurile aflate în navă. Aceste bunuri pot fi recuperate prin călătorie spre locul unde a murit, cu riscul ca pirații să le fi revendicat deja.
Majoritatea sistemelor stelare au o stație spațială unde Călătorul poate face schimb de resurse, multitool-uri și nave, și poate interacționa cu una sau mai multe ființe extraterestre aparținând celor trei rase diferite care populează galaxia, precum și cu alți călători. Posturile comerciale de pe planete oferă funcții similare.
Fiecare rasă extraterestră are propria limbă, care constă în substituții cuvânt cu cuvânt, ce inițial vor părea nonsens pentru jucător. Prin comunicări frecvente cu acea rasă și găsirea monolitilor răspândiți pe planete, care ajută la traducere, jucătorul poate înțelege mai bine aceste limbi și poate reacționa corect în interacțiunile cu personajele non-jucător extraterestre, câștigând astfel favoruri din partea extratereștrilor și a rasei lor pentru comerț și luptă viitoare.
În consecință, răspunsurile nepotrivite către extratereștri pot duce la antipatia lor față de Călător, iar flotele lor spațiale pot ataca Călătorul imediat ce îl văd.
Jocul include un magazin galactic cu piață liberă, accesibil în stațiile spațiale și posturile comerciale, unde unele resurse și bunuri au valori mai mari în anumite sisteme comparativ cu altele, permițând jucătorului să obțină profit din colectarea resurselor și comerțul ulterior.
Jocul dispune de capacități avansate de crafting, permițând jucătorilor să creeze upgrade-uri tehnologice, componente pentru obiecte mai complexe, resurse ce pot fi tranzacționate, piese pentru construcția bazelor, mâncare și muniție. Pentru crafting sunt necesare planuri (blueprints), care se deblochează prin descoperirea modulelor de date și schimbarea lor în stațiile spațiale.
Resursele sunt stocate în inventarele exosuit-ului jucătorului, al navei, al cargobotului (freighter), al exocraft-ului, al procesorului de nutrienți și în containerele de depozitare. Resursele pot fi procesate în alte resurse folosind rafinatoare sau procesoare de nutrienți, ceea ce permite crearea diverselor tipuri de hrană.
No Man’s Sky este conceput în principal ca un joc single-player, deși descoperirile pot fi împărtășite tuturor jucătorilor prin intermediul Steam Workshop, iar prietenii se pot urmări reciproc pe harta galactică a jocului. Sean Murray, fondatorul Hello Games, a declarat că ar putea dura în jur de patruzeci de ore de joc pentru a ajunge la centrul galaxiei dacă nu se efectuează activități secundare, dar și-a exprimat așteptarea ca jucătorii să joace în modul care li se potrivește — unii încercând să catalogheze flora și fauna universului, iar alții stabilind rute comerciale între planete. Jucătorii pot urmări prietenii pe harta galactică și pe hărțile sistemelor. Datorită aspectelor limitate multiplayer la lansare, Sony nu a cerut utilizatorilor PlayStation 4 să aibă un abonament PlayStation Plus⁠(d) pentru a juca online.

### Actualizări postlansare
De la lansare, No Man's Sky a primit numeroase actualizări gratuite care au adăugat noi funcționalități de gameplay, inclusiv cele inițial planificate de Hello Games, dar neincluse la momentul lansării, cum ar fi construcția de baze, alături de îmbunătățiri ale gameplay-ului și motorului grafic, facilități pentru o experiență mai plăcută și corecturi de erori.Murray a declarat că astfel de extinderi pentru introducerea de noi funcții sunt mai potrivite decât oferirea de conținut descărcabil, datorită sistemelor de generare procedurală din joc. Fostul executiv Sony, Shahid Ahmad, care a condus eforturile Sony pentru No Man's Sky, a afirmat că Hello Games avea un program planificat de actualizări încă din 2013. Odată cu lansarea actualizării „Sentinel” în februarie 2022, Murray a spus că Hello Games consideră că No Man's Sky este departe de a fi finalizat, deoarece „echipa vine mereu cu idei noi pe care vor să le aducă jocului: conținut nou, funcții și zone de îmbunătățire.” Actualizările ulterioare, începând cu „Worlds, Part One”, s-au bazat pe tehnologia și gameplay-ul dezvoltate pentru următorul joc al celor de la Hello Games, Light No Fire⁠(d), și au fost integrate în No Man's Sky.
Cu actualizarea „Expeditions” din martie 2021, jocul a introdus expediții limitate în timp, experiențe special concepute pentru a prezenta diverse funcții ale gameplay-ului prin parcurgerea unor etape (milestones). Jucătorii pot câștiga recompense constând în opțiuni de personalizare, care pot fi utilizate în orice alt joc salvat. De exemplu, una dintre recompensele oferite în a doua expediție sezonieră a fost posibilitatea de a debloca o versiune a navei Normandy, celebrul spaționave din seria Mass Effect de la BioWare, aceasta coincizând cu lansarea Mass Effect Legendary Edition. O altă expediție, lansată în octombrie 2021, chiar înainte de Halloween și premiera adaptării cinematografice a filmului Dune, a introdus viermi gigantici în fauna jocului. A șaptea expediție, numită „Leviathan”, lansată în mai 2022, a adus în joc fregate organice sub forma unor „balene spațiale”, care pot fi recrutați în flota de fregate a jucătorului. Mai recent, expedițiile au fost lansate după fiecare actualizare majoră, pentru a introduce jucătorului noile funcții ale acelei actualizări, iar odată cu actualizarea „Omega”, jucătorii pot începe o expediție cu un personaj deja existent, aducând un set limitat de resurse pentru a-i ajuta să pornească, apoi pot reveni cu câștigurile lor în jocul original, după încheierea expediției.
| Data lansării   | Denumire        | Noutăți | Ref:                                                    |
| --------------- | --------------- | --- | ------------------------------------------------------- |
| Noiembrie 2016  | Foundation      | - Baze construite de jucători din componente modulare, care pot fi populate cu extratereștri recrutați - Nave cargo spațiale personalizabile pentru transportul mărfurilor între sisteme - Adăugarea unor moduri suplimentare de joc: Supraviețuire și Creativ | [ 45 ]                                                  |
| Martie 2017     | Pathfinder      | - Posibilitatea de a partaja bazele cu alți jucători - Noi vehicule exocraft pentru a ajuta la explorarea suprafețelor planetelor - Adăugarea modului de joc Permadeath (moarte permanentă) | [ 46 ] [ 47 ] [ 48 ]                                    |
| August 2017     | Atlas Rises     | - Adăugarea unei noi ramuri narative la povestea principală a jocului - Misiuni generate procedural disponibile în stațiile spațiale - Suport pentru Explorare Comună (Joint Exploration) cu până la 16 jucători pe aceeași planetă, cu suport pentru chat vocal și text – considerat „primul pas important în lumea cooperării sincronizate” - Precedat de jocul de realitate alternativă „Waking Titan” | [ 49 ] [ 50 ]                                           |
| Iulie 2018      | Next            | - Suport adăugat pentru Xbox One și WeChat - Experiență multiplayer completă - Posibilitatea de a achiziționa flote de nave - Regenerare procedurală îmbunătățită a planetelor - Introducerea misiunilor comunitare săptămânale - Introducerea Galactic Atlas, un site web extern folosit pentru urmărirea descoperirilor                                                                                 | [ 51 ] [ 52 ] [ 53 ] [ 54 ] [ 55 ] [ 56 ] [ 57 ] [ 58 ] |
| Octombrie 2018  | The Abyss       | - Biome acvatice extinse, incluzând noi creaturi - Posibilitatea construirii de baze subacvatice - Nave personale de tip submarin pentru explorare subacvatică | [ 59 ]                                                  |
| Noiembrie 2018  | Visions         | - Extinderea tipurilor de biomi, cu introducerea unei flore și faune anormale noi - Adăugarea de nave cargo prăbușite, baze extraterestre și creaturi fosilizate care oferă resurse valoroase în joc | [ 60 ] [ 61 ]                                           |
| August 2019     | Beyond          | - Extinderea experienței multiplayer cu un număr mai mare de jucători - Suport pentru realitate virtuală - Automatizarea industrială a resurselor pentru baze | [ 62 ] [ 63 ] [ 64 ] [ 65 ] [ 66 ] [ 67 ] [ 68 ] [ 69 ] |
| Noiembrie 2019  | Synthesis       | - Sisteme de inventar extinse - Îmbunătățirea navelor spațiale | [ 70 ] [ 71 ]                                           |
| Februarie 2020  | Living Ship     | - Adăugarea navelor vii și conștiente, împreună cu elemente narative | [ 72 ]                                                  |
| Aprilie 2020    | Exo-Mech        | - Adăugarea costumelor mecanizate (mechs) care pot fi folosite pentru a traversa planete periculoase și pentru a crește eficiența colectării de resurse | [ 73 ]                                                  |
| Iulie 2020      | Desolation      | - Adăugarea navelor spațiale abandonate și infestante | [ 74 ]                                                  |
| Septembrie 2020 | Origins         | - Creșterea variației în generarea florei și faunei - Sisteme stelare binare și trinare - Vulcani și modele meteorologice localizate | [ 75 ] [ 76 ] [ 77 ]                                    |
| Noiembrie 2020  | Next Generation | - Suport adăugat pentru consolele PlayStation 5 și Xbox Series X și Series S - Îmbunătățiri vizuale pentru consolele mai noi și pentru Windows | [ 78 ]                                                  |
| Februarie 2021  | Companions      | - Adăugată abilitatea de a doma creaturi ca animale de companie pentru a le lua în explorări ulterioare. | [ 79 ]                                                  |
| Martie 2021     | Expeditions     | - Introduse Expediții pe termen scurt, experiențe selectate pentru a familiariza jucătorii cu noile funcții din joc prin diverse etape, oferind posibilitatea de a câștiga recompense unice pentru personalizare. | [ 80 ]                                                  |
| Iunie 2021      | Prisms          | - Îmbunătățirea efectelor vizuale - Suport pentru NVidia DLSS pe sistemele compatibile | [ 81 ]                                                  |
| Septembrie 2021 | Frontiers       | - Adăugarea gestionării și extinderii așezărilor extraterestre - Extinderea componentelor pentru construcția bazelor | [ 82 ] [ 83 ]                                           |
| Februarie 2022  | Sentinel        | - Extinderea sistemelor de luptă din joc, incluzând arme noi și sisteme de apărare planetare mai dificile. | [ 84 ]                                                  |
| Aplrilie 2022   | Outlaws         | - Extinderea sistemelor de luptă spațială între nave. | [ 85 ]                                                  |
| Iulie 2022      | Endurance       | - Extinderea suplimentară a opțiunilor pentru construire de baze și personalizarea navei cargo (freighter). | [ 86 ] [ 87 ]                                           |
| Octombrie 2022  | Waypoint        | - Suport pentru Nintendo Switch, însă fără funcții multiplayer - Introducerea modului de joc Relaxed, cu dificultate mai scăzută comparativ cu modul standard | [ 88 ]                                                  |
| Februarie 2023  | Fractal         | - Adăugat suport pentru PlayStation VR2, cu îmbunătățiri vizuale pentru toate versiunile VR - Introducerea unor activități suplimentare pentru toți jucătorii | [ 89 ]                                                  |
| Aprilie 2023    | Interceptor     | - Crescută varietatea unităților Sentinel - Adăugate lumi corupte cu Sentineli în control total | [ 90 ]                                                  |
| August 2023     | Echoes          | - Added a fourth alien race based on sentient robots - Introduced pirate space fleets that players can engage with and defeat | [ 91 ]                                                  |
| Februarie 2024  | Omega           | - Allowed Expeditions to be started with established characters - Introduced planet-based missions - Added the ability to raid and capture pirate spacecraft | [ 92 ]                                                  |
| Martie 2024     | Orbital         | - Revamped layouts and appearances of planetary space stations - Added starship customization options | [ 93 ]                                                  |
| Iulie 2024      | Worlds Part I   | - Overhaul of planetary generation systems - Improved water, cloud, and weather visual effects - Enhancement of localized weather systems | [ 94 ]                                                  |
| Septembrie 2024 | Aquarius        | - Addition of fishing, including creating bait, crafting recipes using fish, and a water-borne fishing platform | [ 95 ]                                                  |
| Octombrie 2024  | The Cursed      | - Expedition themed around Lovecraftian horror elements, introducing eerie creatures and atmospheric challenges. |                                                         |
| Ianuarie 2025   | Worlds Part II  | - Addition of new world types such as gas giants and water worlds, along with the ability for players to create their own custom planetary systems. | [ 96 ]                                                  |
| Martie 2025     | Relics          | - Expansion of the buried fossil and relic system, adding more variety and depth to the discovery and excavation of ancient artifacts and fossils. | [ 97 ]                                                  |
| Iunie 2025      | Beacon          | - Added support for Nintendo Switch 2. - Improved settlement management features, enabling players to oversee and develop multiple settlements simultaneously. | [ 98 ]                                                  |

## Rezumat
Călătorul (personajul jucătorului) se trezește pe o planetă îndepărtată, suferind de amnezie, și trebuie să-și găsească nava spațială avariată. După ce găsește nava, computerul acesteia îl ghidează pe Călător să efectueze reparațiile necesare și să adune resursele pentru a alimenta un salt hiperspațial către un alt sistem planetar. Pe parcurs, Călătorul întâlnește membri ai trei specii extraterestre — Gek, Korvax și Vy'keen — care populează galaxia. În timpul călătoriei, o forță necunoscută îl împinge pe Călător să ajungă la centrul galaxiei.
Pe drum spre centrul galaxiei, Călătorul este alertat asupra prezenței unei anomalii într-un sistem apropiat. Călătorind acolo, descoperă o stație spațială specială („Anomalia Spațială”) unde locuiesc mulți extratereștri ciudați. Doi dintre acești extratereștri, Preotul Entitate Nada și Specialistul Polo, posedă cunoștințe care depășesc pe cele ale altor ființe din galaxie, inclusiv abilitatea de a comunica cu Călătorul fără nevoie de traducere. Ei vorbesc despre o ființă misterioasă aflată în centrul galaxiei și pot ghida Călătorul să o întâlnească, indicându-i un găuri negre din apropiere care îl poate transporta rapid mai aproape de centrul galaxiei.
Pe măsură ce Călătorul își continuă călătoria, începe să primească mesaje de la o entitate extraterestră numită Artemis. Artemis spune că și ei sunt un „Călător” și și-ar fi dorit să întâlnească alți de-ai săi, dar au fost prinși pe o lume fără soare după ce au trecut printr-un portal străvechi și ciudat. După ce localizează poziția lui Artemis și caută ajutor de la speciile locale de extratereștri, Călătorul descoperă că locul în care se află Artemis nu există. Când îi comunică această veste lui Artemis, transmisia se întrerupe misterios, iar Călătorul află despre un alt Călător numit Apollo.
Călătorul îl contactează pe Apollo, povestindu-i despre situația lui Artemis. Apollo îi cere să descopere legătura dintre portaluri și Sentinels, ființele robotice care protejează fiecare planetă. După o confruntare cu Sentinels, Călătorul trece printr-un portal și ajunge la bordul unei nave spațiale mari și necunoscute, unde se întâlnește față în față cu ființa cosmică despre care Nada a vorbit, numită Atlas. Apoi, Călătorul este trimis pe o planetă necunoscută unde găsește mormântul lui Artemis, dezvăluind că Artemis a fost mort tot timpul. În timp ce încearcă să-l contacteze pe Apollo, Călătorul contactează accidental o entitate nouă numită -null-, care îi spune că Artemis poate fi salvat folosind o „Arcă a Minții” (Mind Ark). După ce construiesc Arca Minții, Călătorul trebuie să aleagă dacă să încarce sufletul lui Artemis într-o mașină aflată la bordul Anomaliei sau să îl lase să moară. Indiferent de alegere, Călătorul este ghidat de o baliză de urgență către un alt portal, unde află că Atlas este pe moarte.
Călătorul devine conștient că, la fel ca Nada și Polo, este unic față de celelalte ființe inteligente din galaxie, având o înțelegere a construcției și naturii universului. Se dezvăluie că galaxia însăși există ca o simulare computerizată gestionată de Atlas, iar Călătorii sunt entități create de Atlas pentru a explora această simulare. De asemenea, se explică cum s-au cunoscut Nada și Polo și cum aceștia sunt „erori” care au devenit conștienți de faptul că fac parte dintr-o simulare și s-au izolat în Anomalie pentru a-i ajuta pe ceilalți.
Călătorul investighează mai multe Interfețe și ajunge din nou în comunicare directă cu Atlasul, care îi spune că nu dorește să moară. Pentru a se salva, Atlasul îl îndeamnă pe Călător să continue să exploreze și să adune informații în timp ce se apropie de centru, unde aparent se află entitatea. Atlasul evaluează progresul Călătorului și îi oferă planul pentru o altă Sămânță Atlas dacă îl consideră demn, precum și glife pentru portaluri care îl vor ajuta să ajungă la nucleu. Pe măsură ce se apropie de centru, Călătorul primește mesaje de la Apollo și -null-, precum și ajutor din partea lui Nada, Polo și Sămânțe Atlas de la alte Interfețe.
În cele din urmă, Călătorul ajunge în centrul galaxiei, unde găsește o ultimă Interfață Atlas. Călătorul trebuie să aleagă între a reseta simularea, salvând astfel Atlasul, sau a respinge oferta.
Dacă Călătorul alege să respingă oferta Atlasului, povestea principală se încheie, iar jucătorului i se permite să exploreze galaxia după bunul plac. Pe de altă parte, dacă Călătorul alege să reseteze simularea, Atlasul este resetat și creează o nouă galaxie și o nouă entitate Călător pentru a reîncepe explorarea. Se dezvăluie apoi că acest proces s-a repetat de mai multe ori înainte, fiecare resetare scurtând viața Atlasului. Atlasul încearcă să observe viitorul dincolo de propria moarte, dar nu vede nimic, cu excepția mâinii creatorului său pe carcasa de sticlă. Călătorul este teleportat în noua galaxie, reluând efectiv jocul de la început.

## Dezvoltare
No Man's Sky a reprezentat viziunea celor de la Hello Games pentru un joc vast și captivant, pe care doreau să îl creeze în timp ce își asigurau stabilitatea financiară prin seria de jocuri Joe Danger⁠(d). Prototipul inițial al jocului a fost dezvoltat de Sean Murray, membru al echipei Hello Games, care a dorit să creeze un joc centrat pe spiritul explorării, inspirat de știința ficțională optimistă a autorilor Isaac Asimov, Arthur C. Clarke și Robert Heinlein, precum și de coperțile ilustrate ale acestora din anii ’70 și ’80. Murray a vrut să recreeze sentimentul explorării spațiale din jocurile mai vechi generate procedural, precum Star Control II, Elite și Freespace.

Dezvoltarea jocului a început cu o echipă restrânsă de patru persoane, înainte de prezentarea primului teaser în decembrie 2013. Aproximativ doisprezece dezvoltatori au lucrat la joc în cei trei ani care au precedat lansarea sa, cu sprijin din partea Sony Interactive Entertainment pentru promovare și marketing. Sony a anunțat oficial titlul în cadrul conferinței sale de presă de la Electronic Entertainment Expo 2014⁠(d), fiind primul joc dezvoltat independent prezentat în cadrul evenimentului central al Expoziției.
„Elite era generat procedural, la fel ca multe alte jocuri din acea perioadă, precum Star Control și Freelancer. E ca și cum ne-am întoarce la acele jocuri. Încercăm să explorăm idei legate de deschidere, vastitate și libertate.”

 — Sean Murray, co-fondator Hello Games
Motorul jocului folosește mai mulți algoritmi deterministici, precum ecuații matematice parametrizate, care pot imita o gamă variată de forme și structuri naturale. Elementele vizuale create de artiști umani sunt de asemenea utilizate și modificate. Sunetul jocului, incluzând efectele ambientale și coloana sonoră, utilizează metode de generare procedurală pornind de la mostre de bază create de designerul audio Paul Weir și trupa britanică 65daysofstatic⁠(d).

## Lansare

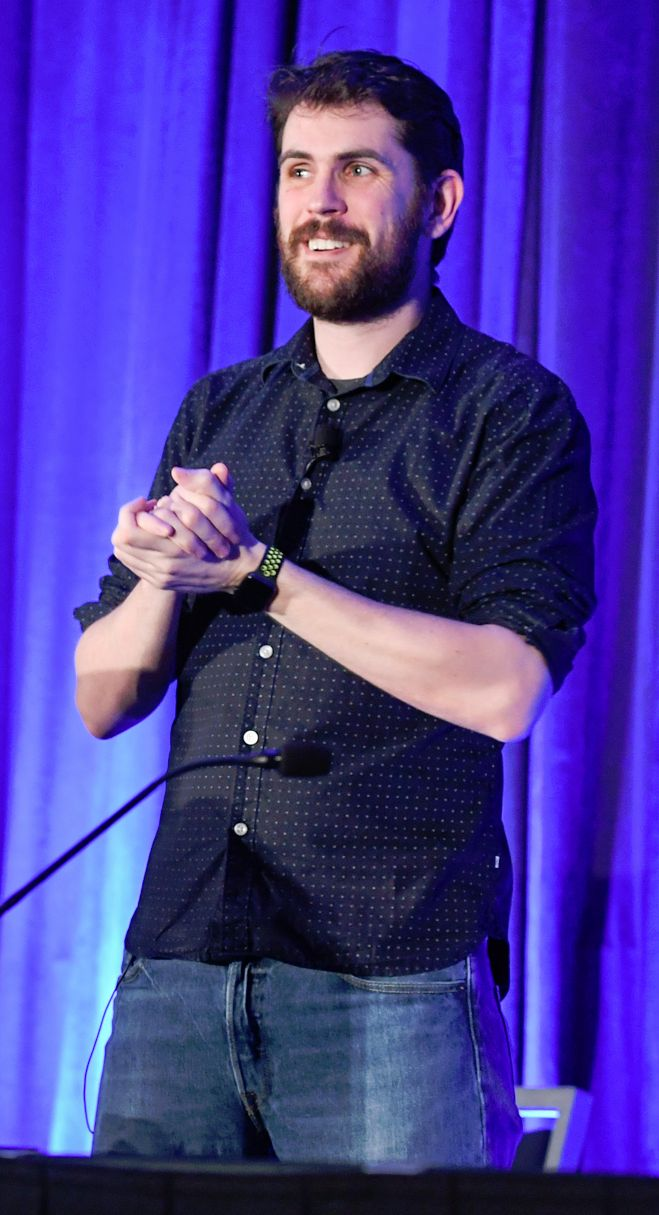
Co-fondatorul Hello Games, Sean Murray, la Conferința Dezvoltatorilor de Jocuri (GDC) din 2017.

### Promovare și marketing
No Man’s Sky a fost dezvăluit în cadrul VGX Awards din decembrie 2013, atrăgând imediat atenția presei de specialitate. Hello Games a căutat sprijin din partea unui publisher și a atras interesul Sony Interactive Entertainment (pe atunci Sony Computer Entertainment). Deși Sony a oferit finanțare pentru dezvoltare, Hello Games a solicitat doar sprijin financiar pentru promovare și publicare. Sony a prezentat jocul în cadrul evenimentului media de la Electronic Entertainment Expo 2014 (E3) – marcând prima apariție pe scena principală a E3 a unui joc dezvoltat independent.
În preajma evenimentului Paris Games Week⁠(d) din octombrie 2015, au apărut zvonuri conform cărora jocul urma să fie lansat odată cu conferința de presă a Sony, însă atât Sean Murray, cât și Sony au negat informațiile. În schimb, conferința a fost folosită pentru a anunța data estimativă de lansare în iunie 2016 pentru PlayStation 4.

Data lansării – în săptămâna 21 iunie 2016 – a fost anunțată în martie 2016, moment în care au fost deschise și precomenzile pentru versiunile PlayStation 4 și Windows. Hello Games a confirmat că versiunea pentru PS4 va fi disponibilă atât în format digital, cât și în ediție standard și „Limited Edition” distribuită de Sony. Cu aproximativ o lună înainte de lansare, Sony și Hello Games au anunțat amânarea lansării pentru august 2016, Murray explicând că jocul avea nevoie de „o lustruire suplimentară în momente-cheie pentru a atinge standardele noastre”. Hello Games a ales să nu participe la E3 2016, concentrându-se pe finisarea jocului. Murray a declarat:
„Avem o singură șansă să lansăm acest joc și nu ne permitem să greșim.”
Jocul a atins stadiul „gold” pe 7 iulie 2016 și a fost lansat pe 9 august 2016 în SUA.
Inițial, data lansării în Regatul Unit era stabilită pentru 12 august (cu două zile după restul Europei), dar a fost devansată pentru 10 august, ca urmare a unui nou acord încheiat de Sony cu distribuitorii pentru lansarea simultană în ambele regiuni. La nivel global, versiunea Windows a fost amânată cu câteva zile, fiind lansată pe 12 august 2016. Murray a explicat pe Twitter că a dorit o lansare simultană globală pe PC – ceea ce nu era posibil cu versiunea retail PS4 – și astfel au ales să amâne lansarea pentru a oferi această experiență unitară. Cele câteva zile suplimentare au fost folosite pentru a adăuga funcționalități tehnice, precum suport pentru configurații multi-monitor ultra-wide.
Ediția limitată pentru retail a inclus o carte de artă și o bandă desenată scrisă de Dave Gibbons⁠(d), James Swallow⁠(d) și Angus McKie⁠(d) – Sony exprimând anterior interesul pentru o lucrare narativă complementară lansării jocului. Murray colaborase deja cu Gibbons pentru a dezvolta această poveste. Swallow a contribuit și la narațiunea din joc. O ediție „Explorer’s Edition” pentru Windows, distribuită de Iam8bit⁠(d), includea o replică miniaturală a unei nave spațiale din joc și alte materiale de colecție. Sony a lansat și un bundle limitat cu jocul și un panou personalizat pentru PS4 în Europa.
The New Yorker a inclus No Man’s Sky în cadrul The New Yorker Festival 2015, la evenimentul inaugural Tech@Fest, dedicat intersecției dintre cultură și tehnologie. Pe 2 octombrie 2015, Sean Murray a apărut și a prezentat o demonstrație a jocului în cadrul emisiunii The Late Show with Stephen Colbert⁠(d).
În săptămânile dinaintea lansării, Sony a lansat o serie de patru videoclipuri promoționale, fiecare concentrându-se pe activitățile-cheie din joc: explorarea, lupta, comerțul și supraviețuirea. De asemenea, Sony Interactive Entertainment Europe a lansat o reclamă TV cu comediantul Bill Bailey⁠(d).

### Probleme legate de proprietatea intelectuală
Hello Games a fost implicată în negocieri legale cu Sky Group⁠(d) (fostă Sky plc) în legătură cu marca înregistrată asupra cuvântului „Sky”, folosit în No Man’s Sky, o marcă pe care Sky o apărase anterior împotriva denumirii „SkyDrive” folosită de Microsoft. Problema a fost soluționată în cele din urmă în iunie 2016, permițând Hello Games să continue să folosească numele.
Cu câteva săptămâni înainte de lansarea jocului, s-a afirmat că No Man’s Sky folosea „Superformula⁠(d)” bazată pe lucrările realizate de Dr. Johan Gielis în 2003 și ulterior patentată de acesta prin compania olandeză Genicap, fondată de el, unde ocupă funcția de director de cercetare. Murray menționase superformula în timp ce descria aspectele de generare procedurală ale jocului într-un interviu acordat revistei The New Yorker, în timpul dezvoltării. Genicap intenționează să dezvolte un instrument software bazat pe superformulă pentru propriul produs, pe care îl vede utilizat în dezvoltarea de jocuri video — ceea ce ar însemna o încălcare din partea Hello Games dacă aceștia ar fi folosit formula în joc. Compania a declarat că a încercat să ia legătura cu Hello Games pentru a-i întreba despre utilizarea acesteia în No Man’s Sky, dar nu au primit niciun răspuns. Genicap a spus că nu dorește să oprească lansarea jocului, consideră jocul „foarte impresionant” și ar dori să discute cu Hello Games pentru un schimb de cunoștințe, dar „dacă formula este folosită, va trebui să vorbim”. Murray a răspuns că No Man’s Sky nu folosește superformula și că lucrează pentru a organiza o întâlnire cu Genicap pentru a discuta situația și matematica implicată. Brevetul a expirat în 2020.

### Copii scurse și întârzieri în recenziile pre-lansare
Cu două săptămâni înainte de lansare, un utilizator Reddit a reușit să cumpere o copie scursă a jocului pentru PlayStation 4 de pe eBay pentru aproximativ 1.250 USD și a început să posteze diverse videoclipuri cu experiențele sale în joc. Alți utilizatori au susținut că au și ei copii scurse și au început să partajeze propriile videoclipuri de gameplay. Unele dintre aceste rapoarte conțineau elemente negative despre joc, inclusiv blocări frecvente și un timp mult mai scurt pentru „finalizarea” jocului prin atingerea centrului galaxiei virtuale decât afirmase Hello Games, ceea ce a dus la îngrijorări și frustrare în rândul fanilor care se temeau că jocul nu va fi la înălțimea așteptărilor. Ca răspuns, Murray i-a rugat pe cei care așteptau lansarea să evite spoilerele, afirmând: „Am petrecut ani întregi umplând No Man’s Sky cu surprize. Ați așteptat ani întregi. Vă rugăm, nu vă stricați experiența.”
Unii comercianți au încălcat data de lansare oficială, iar mai mulți jucători, inclusiv jurnaliști de la Kotaku și Polygon, au început să facă streaming cu primele lor sesiuni de joc începând cu 5 august 2016. Polygon a notat că Sony nu impusese încă niciun embargo de recenzie pentru joc. Hello Games a resetat serverele jocului chiar înainte de 9 august 2016 pentru a oferi tuturor jucătorilor un început echitabil. Înainte de lansare, Sony a cerut site-urilor să elimine videoclipurile cu copii timpurii, afirmând că, datorită naturii jocului, viziunea Hello Games asupra produsului va fi realizată doar odată cu lansarea unui patch din prima zi. Unele dintre aceste eliminări de videoclipuri au afectat din greșeală utilizatori care doar discutau despre joc, fără a folosi imagini din joc, o situație pe care Murray și Sony au încercat să o rezolve.
Patch-ul din prima zi, la care Hello Games lucrase de când jocul atinsese statutul „gold” în iulie, a modificat mai multe aspecte ale modului în care universul procedural era generat, astfel încât salvările existente din copiile anterioare nu mai funcționau. Acest patch a eliminat un exploit observat de jucătorii cu acces timpuriu care le permitea să termine jocul mult mai repede decât se intenționase. Comentatorii au remarcat că patch-ul schimba semnificativ elementele criticate anterior de jucători, și că unele modificări fuseseră făcute special pentru a răspunde acelor îngrijorări.
Comunitatea de fani și-a exprimat îngrijorarea când OpenCritic⁠(d), o platformă agregatoare de recenzii, a declarat că nu vor exista copii pentru recenzie înainte de lansarea publică și că embargo-ul asupra recenziilor se va încheia în ziua lansării. Lipsa copiilor pentru recenzie este în general un semn în industrie că dezvoltatorii sau editorii se tem că jocul nu va fi bine primit și încearcă astfel să minimizeze impactul recenziilor. Totuși, atât OpenCritic, cât și Sony au confirmat ulterior că vor exista copii pentru recenzie înainte de lansare și că se așteaptă aplicarea patch-ului din prima zi înainte de a le trimite jurnaliștilor. Eurogamer a menționat că se așteptau să primească copiile până pe 5 august, dar acestea au fost amânate până pe 8 august pentru a include patch-ul, o situație pe care au atribuit-o procesului de certificare necesar pentru jocurile pe platforma Sony. Din cauza sosirii târzii a acestor copii și a dimensiunii jocului, criticii și-au publicat recenziile „în curs” pe parcursul mai multor zile, fără a oferi un scor final până nu au jucat suficient cât să-și formeze o opinie completă.
La lansare, o serie de bug-uri software au afectat atât versiunile pentru PlayStation 4, cât și pentru Windows. Un bug grav legat de nava bonus din precomandă putea să blocheze jucătorii pe o planetă, iar un exploit de duplicare a resurselor putea reduce semnificativ timpul necesar pentru a ajunge la finalul jocului. Versiunea pentru Windows a primit mai multe rapoarte privind randarea grafică slabă, framerate-uri scăzute și imposibilitatea de a porni jocul. În decurs de o zi, Hello Games a identificat câteva dintre problemele comune și a lansat patch-uri, lucrând în același timp la suport tehnic mai bun. Murray a declarat că patch-urile inițiale pentru ambele sisteme vor fi „axate pe suportul pentru clienți”, înainte de a se concentra pe adăugarea de funcționalități noi.

### Lansare pe alte platforme
Lansat inițial pe PlayStation 4 și Windows, No Man's Sky a fost extins ulterior pe mai multe alte platforme de jocuri. Suportul pentru Xbox One a fost lansat împreună cu actualizarea „Next” în iulie 2018. Suportul pentru realitate virtuală (VR) pentru HTC Vive⁠(d), Steam VR și PlayStation VR⁠(d) a fost adăugat odată cu actualizarea „Beyond” în august 2019. Versiunile pentru PlayStation 5 și Xbox Series X⁠(d) și Series S⁠(d) au fost lansate în noiembrie 2020 alături de actualizarea „Next Generation”.
Un port pentru Nintendo Switch a fost lansat în octombrie 2022, odată cu actualizarea „Waypoint”. Potrivit studioului, versiunea pentru Switch a fost în lucru de câțiva ani și a presupus mai multe provocări tehnice, dar Hello Games a reușit să o facă funcțională pe hardware-ul cu putere redusă. Această versiune include toate actualizările până la „Endurance”. Cu toate acestea, jocul nu va suporta inițial funcții multiplayer, deși Hello Games intenționează să le adauge ulterior.
Suportul pentru PlayStation VR2⁠(d) a fost lansat în februarie 2023, împreună cu actualizarea „Fractal”. Suportul pentru PlayStation 5 Pro a fost adăugat în noiembrie 2024, împreună cu testarea salvărilor între platforme (cross-platform save).
Apple a anunțat că a colaborat cu Hello Games pentru a aduce titlul pe macOS și IPadOS⁠(d), folosind framework-ul Metal cu tehnologia MetalFX, prezentată la WWDC 2022. Portul pentru macOS a fost lansat pe 1 iunie 2023.
Jocul a primit suport pentru joc încrucișat între toate versiunile lansate, cu excepția celei pentru Switch, în iunie 2020.
O actualizare din aprilie 2019 pentru versiunea Windows a oferit o revizuire completă a API-ului grafic, înlocuind OpenGL cu Vulkan⁠(d). Acest lucru a adus îmbunătățiri de performanță, în special pentru jucătorii cu plăci grafice AMD. Actualizarea a inclus timpi de încărcare îmbunătățiți, suport HDR și mai multe opțiuni grafice.
Versiunea VR a No Man’s Sky a fost unul dintre primele titluri care au suportat tehnologia Deep Learning Super Sampling⁠(d) (DLSS) a celor de la NVidia pentru jocurile VR, printr-un patch lansat în mai 2021.

### Viitorul
În 2014, Sean Murray a sugerat posibilitatea lansării unor instrumente de modding pentru jucătorii de Windows, pentru a modifica jocul, deși a menționat că acestea vor fi limitate și nu vor permite, de exemplu, crearea de noi planete.
La aproximativ o săptămână după lansarea pe Windows, jucătorii începuseră deja să analizeze fișierele jocului și să creeze moduri neoficiale, iar cel puțin un site web de distribuție a început să ofere aceste moduri.
Hello Games a lansat de atunci patch-uri care sprijină aceste moduri realizate de utilizatori.
Murray a afirmat într-un interviu cu IGN, înainte de lansare, că realitatea virtuală „s-ar potrivi foarte bine” cu No Man’s Sky, deoarece experiența imersivă ar putea crea „momente cu adevărat intense în joc”; suportul VR a fost ulterior anunțat ca parte a actualizării gratuite „Beyond” la mijlocul anului 2019.
Murray a mai comentat și despre posibilitatea remasterizării jocului pentru un sistem cu capabilități hardware mai mari, sugerând că s-ar putea îmbunătăți atât rezoluția texturilor⁠(d), cât și complexitatea florei și faunei de pe planete.

## Recepție
| Scor agregat              | Scor agregat         |
| Agregator                 | Scor                 |
| ------------------------- | -------------------- |
| Metacritic                | PS4: 71/100          |
| Metacritic                | PC: 61/100           |
| Metacritic                | XONE: 77/100         |
| Metacritic                | NS: 83/100           |
| Metacritic                | NS2: 93/100          |
| Metacritic                | PS4 (Beyond): 83/100 |
| Scoruri ale recenziilor   |                      |
| Publicație                | Scor                 |
| Destructoid               | 7/10                 |
| Electronic Gaming Monthly | 7/10                 |
| Game Informer             | 7.5/10               |
| GameRevolution⁠(d)         | 7/10                 |
| GameSpot                  | 7/10                 |
| GamesRadar+⁠(d)            | 7/10                 |
| IGN                       | 6/10                 |
| Nintendo Life⁠(d)          | 9/10                 |
| PC Gamer (US)             | 64/100               |
| Polygon                   | 6/10                 |
| The Guardian              | 8/10                 |
| USgamer⁠(d)                | 7/10                 |
| VideoGamer.com            | 6/10                 |
| PC Magazine               | 8/10                 |
| Time                      | 9/10                 |

Prima prezentare a jocului No Man's Sky la premiile VGX din 2013 a fost considerată cel mai bun aspect al evenimentului. Acoperirea extinsă a jocului la E3 2014 a fost de asemenea întâmpinată cu aprecieri similare, mai mulți critici considerând că a „furat spectacolul”. Jocul a câștigat premiile „Cel mai bun joc original” și „Cel mai bun joc independent” acordate de un juriu de critici de jocuri, precum și titlul de „Recomandare specială pentru inovație”.
La lansare, No Man's Sky a primit recenzii „mixte sau medii”, conform site-ului agregator de recenzii Metacritic, în timp ce versiunea ulterioară pentru Xbox One a primit recenzii „în general favorabile”. Deși mulți au lăudat realizarea tehnică a universului generat procedural din No Man's Sky, mai mulți critici au considerat că natura jocului devine repetitivă și monotonă, iar elementele de gameplay de supraviețuire sunt slabe și plictisitoare. Așa cum a rezumat Jake Swearingen pentru revista New York: „Poți genera procedural 18,6 cvintilioane de planete unice, dar nu poți genera procedural 18,6 cvintilioane de lucruri unice de făcut.”
O parte din criticile aduse jocului provin din limitările pe care le presupune generarea procedurală într-un joc. Deși motorul jocului poate produce o varietate vastă de planete diferite, el este construit pe un număr finit de elemente predefinite, cum ar fi formele de bază ale creaturilor sau tipurile de biomi planetari, iar aceste elemente se epuizează rapid chiar și cu variațiile oferite de generarea procedurală. O analiză a codului jocului a arătat că Hello Games a avut clarviziunea de a permite adăugarea de noi elemente predefinite prin actualizări, lucru pe care Alissa McAloon de la Gamasutra l-a sugerat ca fiind o oportunitate pentru Hello Games sau terți să extindă exponențial senzația de unicitate a fiecărei planete. Kate Compton, care a lucrat la elementele de generare procedurală din Spore, a numit această problemă „terci procedural”, în sensul că poți turna un număr aproape infinit de boluri de terci cu diferențe variate, dar rezultatul va arăta mereu ca un bol de terci. Compton a remarcat că No Man's Sky duce lipsă de un sentiment de unicitate perceptivă – o problemă pe care alți cercetători în domeniul jocurilor încearcă să o rezolve, pentru a oferi o experiență mai lucrată, dar tot generată procedural, punând mai puțin accent pe vastitatea rezultatelor posibile – aspect pe care marketingul No Man's Sky s-a bazat puternic.
Ben Kuchera de la Polygon a emis ipoteza că No Man's Sky ar putea urma un parcurs similar cu cel al jocului Destiny din 2014, care, la lansare, a primit recenzii călduțe, deoarece nu livra mult din potențialul promis de dezvoltatori și editori în campaniile de marketing, dar a ajuns să fie foarte apreciat după mai multe actualizări majore. Kuchera a făcut referire la declarațiile Hello Games privind adăugarea de funcții noi, conținut descărcabil și urmărirea intereselor jucătorilor ca dovezi că No Man's Sky avea să evolueze în timp.
Recenzând versiunea pentru Nintendo Switch, Shaun Musgrave de la TouchArcade⁠(d) a indicat că ar putea fi unul dintre cele mai bune jocuri ale anului pentru consola Nintendo. Reilly de la Nintendo Life⁠(d) a fost surprins de cât de reușit a fost portarea jocului pe Switch, deși s-au făcut unele compromisuri la calitatea vizuală, și l-a evaluat ca fiind excelent. Singurul aspect negativ menționat a fost lipsa modului multiplayer, lucru așteptat în actualizările viitoare.

### Muzica
Coloana sonoră a jocului, No Man's Sky: Music for an Infinite Universe de 65daysofstatic⁠(d), a fost lansată pe 5 august 2016 și a primit recenzii pozitive din partea criticilor muzicali. Andrew Webster de la The Verge⁠(d) a descris coloana sonoră ca o extensie a albumelor anterioare ale trupei 65daysofstatic, în special Wild Light⁠(d), dar cu o atmosferă mai pronunțată de science-fiction, considerând piesa „Asimov” ca fiind „ca și cum ai decola într-o pictură de Chris Foss⁠(d)”. Sam Walker-Smart de la Clash⁠(d) a acordat albumului o notă de 8 din 10, considerându-l unul dintre cele mai bune ale trupei 65daysofstatic, și că este „apocaliptic, transcendental și îmbibat de un sentiment pur de epicitate”.

### Vânzări
La o zi după lansarea jocului, Hello Games a raportat că mai mult de 10 milioane de specii distincte au fost înregistrate de jucători, depășind estimarea de 8,7 milioane de specii identificate până în prezent pe Pământ. În prima zi a lansării pe Windows, No Man’s Sky a avut peste 212.000 de jucători simultani pe Steam, depășind numărul maxim de jucători simultani pentru majoritatea altor jocuri, inclusiv alte titluri lansate în 2016 precum XCOM 2⁠(d) și Dark Souls III⁠(d). Chart-Track⁠(d) a raportat că vânzările versiunii fizice a No Man’s Sky în Regatul Unit în prima săptămână au reprezentat al doilea cel mai mare titlu de lansare pe PlayStation 4 publicat de Sony, după Uncharted 4⁠(d), și al cincilea cel mai mare pe toate platformele și publisherii Sony. Totuși, o săptămână mai târziu, aceste cifre au scăzut semnificativ; numărul jucătorilor simultani pe Steam a scăzut sub 23.000, iar vânzările din Regatul Unit au scăzut cu 81% în a doua săptămână. Numărul jucătorilor simultani pe Steam a scăzut la aproximativ 2.100 până la sfârșitul lunii septembrie 2016. Deși scăderea jucătorilor după lansare este comună în jocuri, rata de scădere pentru No Man's Sky a fost considerată neobișnuit de mare. Steam Spy⁠(d) a raportat că No Man’s Sky a avut al treilea cel mai mare „factor de hype” — o măsură statistică a scăderii numărului de jucători simultani din datele publice — dintre toate jocurile lansate pe Steam de la începutul anului 2016 până în august acelui an.
Jocul a fost cel mai descărcat titlu de pe PlayStation Store în luna august 2016. Vânzările fizice ale No Man's Sky atât pe PlayStation 4, cât și pe Windows, în august 2016, l-au clasat ca al doilea cel mai bine vândut joc din America de Nord în funcție de venituri în acea lună, conform NPD Group⁠(d). SuperData Research a declarat că, în luna august 2016, No Man’s Sky a fost al doilea cel mai profitabil joc în vânzări digitale pe toate consolele și al șaselea pe PC. Dezvoltatorul Steam, Valve, a raportat că No Man’s Sky a fost unul dintre cele douăsprezece jocuri cu cele mai mari venituri pe platformă în 2016, în timp ce Steam Spy⁠(d) a estimat că s-au vândut peste 823.000 de copii în 2016, cu venituri totale de peste 43 de milioane de dolari. Odată cu lansarea actualizării „Next” și a versiunii pentru Xbox One în iulie 2018, SuperData a raportat că No Man’s Sky a fost al șaselea cel mai bine vândut joc pe console la nivel global în acea lună, generând aproximativ 24 de milioane de dolari pe toate platformele. La Conferința Dezvoltatorilor de Jocuri din 2019, Murray a declarat că cifrele de vânzări pentru No Man’s Sky Next erau comparabile cu cele care ar satisface un mare publisher AAA⁠(d) la lansare. După ce jocul a fost adăugat în serviciul Xbox Game Pass⁠(d) în iunie 2020, Hello Games a raportat o lună mai târziu că No Man’s Sky a înregistrat peste un milion de noi jucători.

### Premii
La lansare, No Man's Sky a câștigat Premiul pentru Inovație și a fost nominalizat la Premiul pentru Cea Mai Bună Tehnologie în cadrul Game Developers Choice Awards⁠(d) 2017. În timpul celei de-a 20-a ediții a D.I.C.E. Awards⁠(d), Academy of Interactive Arts & Sciences⁠(d) a nominalizat No Man's Sky la categoria „Realizare Tehnică Remarcabilă”. Murray și alți membri ai echipei Hello Games au participat la Game Developers Conference, dar nu se așteptau să câștige vreun premiu, având în vedere reputația jocului la acel moment, și au ales să meargă la cină în altă parte când au fost anunțați ca fiind câștigătorii Premiului pentru Inovație. Jocul a fost nominalizat și la categoria „Excelență în Realizare Tehnică” la SXSW Gaming Awards⁠(d) 2017. De asemenea, titlul a fost nominalizat la categoria „Joc Britanic” la cea de-a 13-a ediție a British Academy Games Awards.
No Man’s Sky a continuat să câștige premii și mult după lansarea inițială, datorită actualizărilor constante. PC Gamer a desemnat No Man’s Sky drept „Cel Mai Bun Joc În Desfășurare” în 2017, iar Shacknews⁠(d) l-a considerat „Cea Mai Bună Revenire” din 2017, ambele publicații lăudând actualizările adăugate în anul de după lansare, care au îmbunătățit modul de interacțiune cu jocul. Jocul a fost nominalizat la categoriile „Cel Mai Bun Joc Cooperativ” și „Jocul Xbox al Anului” pentru No Man’s Sky Next la Golden Joystick Awards 2018, precum și la categoria „Cel Mai Bun Joc În Desfășurare” la The Game Awards 2018 și din nou în 2020, și a câștigat premiul pentru „Cel Mai Evoluat Joc” la SXSW Gaming Awards⁠(d) 2019. La Italian Video Game Awards⁠(d), a fost nominalizat la categoria „Cel Mai Evolutiv Joc”. Beyond VR a fost nominalizat la categoriile „Cea Mai Bună Expansiune de Joc” și „Cel Mai Bun Joc VR/AR” la Golden Joystick Awards 2019,[241] la ultima categorie și la The Game Awards 2019, și la categoria „Joc Evolutiv” la cea de-a 16-a ediție a British Academy Games Awards, a câștigat premiul pentru „XR Game of the Year” la SXSW Gaming Awards 2020 și a câștigat „Cel Mai Bun Joc În Desfășurare” la The Game Awards 2020. La cea de-a 18-a ediție a British Academy Games Awards, a câștigat premiul pentru „Joc Evolutiv”. Ulterior, a fost nominalizat din nou la categoria „Joc Evolutiv” atât la a 19-a, cât și la a 20-a ediție a British Academy Games Awards. Jocul a câștigat premiul Still Playing Award la Golden Joystick Awards 2023.

### Comunitatea de jucători
Datorită naturii deschise a jocului, jucătorii au lucrat atât în joc, cât și prin comunități online, pentru a crea un sistem de planete cu baze și alte funcționalități, denumit Galactic Hub, încă din 2016, depășind lipsa inițială de funcții multiplayer din joc. Jucătorii din Hub au lucrat la catalogarea planetelor și a caracteristicilor acestora în zona locală, permițând astfel folosirea acestor informații pentru planificarea culegerii de resurse și a rutelor comerciale, iar odată cu introducerea funcțiilor multiplayer, au creat colonii interconectate folosind instrumentele de construcție a bazelor disponibile în joc. Hub-ul are propria formă de guvernare, numită Galactic Council, care ghidează modul în care ar trebui să se extindă, în special după patch-urile majore care modifică planetele, precum și o criptomonedă in-game, denumită Hubcoin, operată pe un testnet experimental al Ethereum. Aceasta nu are valoare monetară reală, dar poate fi schimbată pentru resurse din joc și este destinată plății jucătorilor pentru baze personalizate și alte funcții similare.

## Reacții negative legate de marketing
Încă de la prezentarea sa de la evenimentul VGX din 2013 și pe parcursul dezvoltării sale, potențialul jocului No Man’s Sky a fost promovat pe scară largă în industria jocurilor video, generând un val considerabil de entuziasm. Matt Kamen de la Wired UK⁠(d) a numit No Man’s Sky „probabil unul dintre, dacă nu chiar cel mai mediatizat titlu indie din istoria jocurilor video”. O mare parte din atenția acordată a fost atrasă de amploarea masivă realizată prin generarea procedurală a jocului și de dimensiunea relativ mică a echipei Hello Games din spatele acestuia. No Man’s Sky a fost privit ca un titlu cu potențial de a schimba industria, punând sub semnul întrebării status quo-ul dezvoltării jocurilor Triple-A⁠(d), care, potrivit lui Peckham, devenise „bogat și autocomplacent”. Jocul a fost considerat că are un potențial similar de a influența industria jocurilor video precum Minecraft, deși, spre deosebire de acesta, David Sims de la The Atlantic a opinat că relevanța lui Minecraft s-a dezvoltat în câțiva ani, în timp ce No Man’s Sky a fost împovărat cu așteptări încă de la început. Nathan Lawrence de la IGN a considerat No Man’s Sky ca fiind un simulator de zbor spațial accesibil publicului larg, oferind comenzi „simple de învățat și fascinante de explorat” în comparație cu Elite: Dangerous⁠(d) și Star Citizen⁠(d), dar oferind totodată un gameplay captivant.

### În timpul dezvoltării
Conceptele din spatele No Man’s Sky, care permiteau un „cerc de feedback asemănător unui Graal” în jurul explorării unui spațiu aproape infinit, potrivit lui Matt Peckham de la Time, au generat o anticipare uriașă din partea jucătorilor, deoarece astfel de obiective ambițioase erau adesea percepute ca o provocare directă pentru aceștia.Într-un exemplu specific, Hello Games afirmase inițial că sistemul lor va genera 4,3 miliarde de planete (2³²) folosind o cheie de 32 de biți; când jucătorii și-au exprimat îndoiala că o asemenea amploare ar fi posibilă, Hello Games și-a modificat abordarea și a trecut la un număr pe 64 de biți pentru a genera 18 cvintilioane de planete, ca dovadă a fezabilității. Mulți comentatori au comparat No Man’s Sky cu Spore (2008) de la Maxis, care promitea ambiții similare de a folosi generarea procedurală pentru a crea creaturi și lumi noi. Totuși, până la lansarea lui Spore, amploarea utilizării generării procedurale fusese redusă semnificativ în timpul producției, iar jocul rezultat nu a fost primit atât de bine pe cât se anticipa. Murray era conștient că unii critici priveau No Man’s Sky cu precauție din cauza experiențelor anterioare cu Spore.
Kris Graft de la Gamasutra a comentat că mulți jucători și jurnaliști aveau așteptări nerealist de înalte de la joc, unii considerând că acesta ar putea fi, printre altele, „cel mai bun simulator spațial”, „cel mai bun shooter multiplayer de acțiune” și „cel mai bun joc pur de explorare”. Kyle Orland de la Ars Technica⁠(d) a observat că, spre deosebire de dezvoltatorii jocurilor Spore sau Fable — promovate prin campanii PR intense care promiteau funcții revoluționare care nu au apărut niciodată în versiunile finale — declarațiile Hello Games despre No Man’s Sky au fost „relativ reținute și realiste în ceea ce promiteau”. Orland consideră că mulți jucători și jurnaliști „și-au proiectat propriile așteptări în golurile jocului”, dincolo de ceea ce Hello Games afirmase efectiv. Rami Ismail, fondatorul Vlambeer⁠(d), a considerat că modul în care a fost prezentat conceptul de amploare și magnitudine, în locul promisiunilor absolute, a reprezentat „un mic masterclass în explicarea unui concept abstract către cel mai larg public posibil” de către campania de marketing Hello Games și Sony; Ben Kuchera de la Polygon a fost de acord, dar a remarcat că marketingul ar fi putut scăpa de sub controlul celor de la Sony și Hello Games, deoarece jucătorii nu aveau o înțelegere clară a limitărilor jocului înainte de lansare. Murray însuși era conștient de „nivelul irealist, intangibil de entuziasm” pe care fanii îl aveau față de joc și, dat fiind că aceștia așteptaseră trei ani să-l joace, ar fi avut așteptări ca el să fie perfect. El a replicat că a simțit că el și Hello Games au încercat să fie „rezonabil de deschiși și sinceri cu privire la ce este jocul” pe tot parcursul campaniei de marketing, pentru a gestiona așteptările. Cu o zi înainte de lansarea oficială, Murray i-a avertizat pe jucători că No Man’s Sky s-ar putea să nu fie „jocul pe care vi l-ați imaginat din acele trailere” și că, în schimb, titlul este conceput ca un joc „foarte, foarte relaxant”, oferind un univers tip sandbox care îți dă impresia că „ai pășit într-o copertă de roman SF”; Murray credea că jocul va avea un răspuns „super diviziv” din partea jucătorilor, tocmai din cauza acestor așteptări.
No Man’s Sky a dezvoltat o bază de fani devotați înainte de lansare, mulți adunându-se într-un subreddit pentru a urmări și distribui informații publicate despre joc. Sam Zucchi, scriind pentru Kill Screen⁠(d), a propus că jucătorii care așteptau cu nerăbdare No Man’s Sky formau un fel de religie, punându-și credința în Hello Games pentru a livra o experiență care nu mai fusese oferită vreodată în jocurile video — posibilitatea de a explora un univers aproape infinit.
După anunțul întârzierii jocului din iunie în august 2016, Murray, împreună cu jurnalistul Kotaku Jason Schreier⁠(d) — care relatase primul despre zvonul întârzierii — au primit o serie de amenințări cu moartea, la care Murray a răspuns public cu umor. Situația a fost văzută de alți jurnaliști ca o problemă în creștere între entuziasmul generat de marketingul pre-lansare al jocurilor video și natura exagerată a fanilor acestora chiar înainte de lansare. Phil Hartup de la New Statesman a considerat că atunci când marketingul unui joc creează nevoia de a primi orice fel de noutate din partea celor nerăbdători să-l joace, știri dezamăgitoare precum întârzierile pot duce ușor la reacții paranoice din partea fanilor online. Phil Owen, scriind pentru TheWrap⁠(d), a pus astfel de probleme pe seama marketerilor din industria jocurilor video, afirmând că domeniul s-a transformat dintr-o activitate de promovare a unui joc într-un proces de creare a unei comunități de fani aproape de natură cultică și de „transformare a fanilor în arme”.

### La lansare
Pe lângă reacțiile mixte ale criticilor, reacția jucătorilor la versiunea de lansare a No Man’s Sky a fost, în general, negativă, din cauza mai multor probleme apărute la lansarea jocului, amplificate de reacțiile timpurii ale celor care apucaseră să-l joace înainte de lansarea oficială. Utilizatorii și-au exprimat îngrijorarea cu privire la lipsa aparentă a unor funcționalități și alte probleme asociate lansării pe PlayStation 4, în timp ce mulți jucători ai versiunii pentru Windows, prin Steam și GOG.com, au acordat recenzii negative jocului din cauza performanței grafice slabe sau a imposibilității de a-l porni. De asemenea, jucătorii au fost dezamăgiți de absența aparentă a unor funcționalități pe care Hello Games și Sony le prezentaseră în anunțuri și interviuri anterioare ca fiind incluse în joc; o listă compilată inițial de membrii subredditului No Man’s Sky cu toate aceste funcționalități a apărut la aproximativ o săptămână după lansare. Până în octombrie 2016, jocul ajunsese să aibă unele dintre cele mai slabe evaluări din partea utilizatorilor de pe Steam, cu un scor general de tip „în mare parte negativ” de la peste 70.000 de utilizatori.
La Conferința Dezvoltatorilor de Jocuri din 2017 (GDC), Sean Murray a recunoscut că studioul subestimase sever numărul de jucători care aveau să cumpere jocul inițial; folosind estimări bazate pe jocurile Inside⁠(d) și Far Cry: Primal, ambele lansate înainte de No Man’s Sky, studioul anticipase aproximativ 10.000 de jucători simultani la lansare, dar în realitate au fost peste 500.000 de jucători pe PlayStation 4 și Windows, dintre care aproape jumătate proveneau de pe Windows. Acest lucru a copleșit capacitatea estimată a serverelor și a suprasolicitat echipa de suport cu rapoarte de erori și cereri de asistență tehnică, ceea ce a dus la problemele remarcate privind comunicarea în perioada lansării. Tot la același eveniment, Hello Games a anunțat că a demarat propriul program de sprijin, numit Hello Labs, care va finanța și susține dezvoltatorii de jocuri ce folosesc generare procedurală sau oferă un gameplay experimental. Murray a declarat că anticipează finanțarea unuia sau a două jocuri în același timp, și că un titlu era deja parte a programului la momentul anunțului.
Una dintre funcționalitățile semnificative care păreau absente din versiunea de lansare a jocului a fost componenta multiplayer. Hello Games declarase în timpul dezvoltării că No Man’s Sky va include elemente de multiplayer, deși implementarea acestora urma să fie departe de metodele tradiționale din jocurile MMO, până într-acolo încât Murray i-a sfătuit pe jucători să nu considere No Man’s Sky un joc multiplayer. Datorită dimensiunii uriașe a universului din joc, Sean Murray a estimat că peste 99,9% dintre planete nu vor fi niciodată explorate de jucători, și că șansele ca doi jucători să se întâlnească întâmplător erau „incredibil de mici”. Murray declarase într-un interviu din 2014 că No Man’s Sky urma să includă un sistem de matchmaking similar cu cel din Journey, atunci când astfel de întâlniri au loc; fiecare jucător online ar fi avut un „lobby deschis” în care ar fi putut intra și ieși alți jucători aflați în apropierea lor în universul jocului. Această abordare era concepută pentru a oferi „momente cool” jucătorilor atunci când se întâlneau, dar nu era destinată să susțină gameplay de tip PvE sau moduri complet cooperative. Potrivit lui Murray în 2018, Hello Games a încercat să mențină această componentă multiplayer minimalistă până la finalul ciclului de dezvoltare, dar a constatat că era foarte dificil de implementat și a optat pentru eliminarea ei din versiunea de lansare, crezând că, având în vedere dimensiunea jocului, doar câțiva jucători ar fi ajuns să o experimenteze.
Întrebările legate de componenta multiplayer din No Man’s Sky au apărut la o zi după lansarea oficială pe PlayStation 4. Doi jucători au încercat să se întâlnească într-o locație din universul virtual al jocului, după ce unul dintre ei l-a recunoscut pe celălalt văzându-i username-ul atașat unei descoperiri planetare. Deși au confirmat că se aflau în același loc pe aceeași planetă, în afara jocului, prin stream-urile lor de pe Twitch, ei nu s-au putut vedea reciproc în joc. Această situație a fost agravată de descoperirea faptului că edițiile limitate europene aveau un abțibild aplicat peste pictograma PEGI de „joc online”. Jurnaliștii au notat mai multe posibile explicații pentru care cei doi jucători nu s-au întâlnit, inclusiv faptul că ar fi putut fi în instanțe separate sau din cauza problemelor de server raportate de Hello Games la lansare, deși unii au sugerat că ar fi putut fi o funcție eliminată chiar înainte de lansare. Hello Games a declarat că a avut „mult mai mulți” jucători decât se aștepta la lansare și că a început să angajeze personal suplimentar pentru a susține jocul și a remedia problemele critice apărute, însă nu a emis un comentariu direct despre situația legată de multiplayer până în septembrie 2016.
În afara notelor de patch, Hello Games a păstrat în mod efectiv tăcerea pe rețelele sociale imediat după lansarea jocului, până la anunțul actualizării Foundation la sfârșitul lunii noiembrie 2016. Sean Murray, care folosise contul de Twitter al Hello Games destul de frecvent înainte de lansare, nu a fost activ online în primele două luni după lansare. În anunțul actualizării, Hello Games a recunoscut că a fost „tăcută”, dar că a urmărit atent criticile aduse jocului. Jason Schreier de la Kotaku și Ben Kuchera de la Polygon au comentat că o parte din reacțiile negative ale jucătorilor au fost cauzate de lipsa de clarificări cu privire la funcționalitățile aparent lipsă, fie din partea Hello Games, fie din partea Sony, în săptămânile de după lansare. Kuchera a afirmat că, în lipsa unei reacții din partea celor două companii, „vocile cele mai puternice și mai negative au fost cele care s-au auzit fără opoziție”, ceea ce a dus la o percepție negativă generalizată asupra jocului.
Kuchera a scris ulterior că multe dintre problemele din perioada de dinainte și de după lansarea jocului No Man’s Sky, fie că au fost decizii deliberate sau circumstanțe, oferă lecții importante despre importanța relațiilor publice adecvate. El a evidențiat în mod special decizia de a nu oferi copii pentru recenzie înainte de lansare și lipsa unei echipe dedicate de PR care să gestioneze așteptările legate de caracteristicile jocului. De asemenea, a menționat că mulți oameni au fost entuziasmați de joc din cauza hype-ului generat de presă, doar pentru a fi dezamăgiți de versiunea finală, și că publicul avea, totuși, posibilitatea de a evalua jocul după lansare, înainte de a-l cumpăra.
Președintele Sony, Shuhei Yoshida⁠(d), a admis că Hello Games nu a avut „o strategie bună de PR” pentru No Man’s Sky, în parte pentru că le lipsea o echipă dedicată de relații publice care să gestioneze așteptările, dar a adăugat că Sony sprijină în continuare dezvoltatorii pe măsură ce aceștia continuă să actualizeze jocul. Jesse Signal, într-un articol pentru Boston Globe, a remarcat că o parte din entuziasmul pentru No Man’s Sky poate fi atribuit jurnaliștilor de jocuri care s-au lăsat prea ușor prinși în valul de hype, sugerând că „Dacă jurnaliștii ar fi pus anumite întrebări la momentul potrivit, poate că ar fi fost mai greu pentru Hello Games să promită lucruri pe care nu le putea livra”.
Murray a declarat într-un interviu din 2019 că, înainte de lansarea jocului, majoritatea interacțiunilor lor erau cu jurnaliști despre care Hello Games credea că înțeleg natura dezvoltării de jocuri video, și că afirmațiile lor despre ce va include No Man’s Sky vor fi interpretate cu realism, având în vedere că era vorba de o echipă mică, cu resurse și timp limitat. În schimb, Murray a constatat că presa a luat afirmațiile de bune și a creat așteptări pe care studioul nu le putea îndeplini la lansare. Drept urmare, Hello Games a trecut la o strategie de comunicare directă cu comunitatea, limitându-se doar la anunțuri despre patch-uri sau funcționalități apropiate de lansare, pentru a gestiona mai bine așteptările.
Lipsa unor funcționalități în versiunea de lansare a jocului a devenit un punct major de nemulțumire, mulți jucători folosind paginile de recenzii de pe Steam și GOG.com, alături de Metacritic, pentru a-i acorda note foarte mici. Sean Murray a fost intens criticat online de jucători, fiind chiar acuzat că a mințit. Un utilizator de Reddit a retras temporar lista documentată cu funcții eliminate după ce a primit mesaje în care era felicitat pentru că „le-a dat o lecție acestor dezvoltatori ‘scârboși’”, ceea ce nu fusese intenția sa – el nu dorea să contribuie la valul de ură împotriva Hello Games. Forumul subreddit devenise ostil din cauza lipsei de actualizări din partea Hello Games sau Sony, determinând un moderator să închidă temporar subredditul din cauza toxicității comentariilor – decizie pe care a anulat-o ulterior.
Într-un interviu din iulie 2018, Murray a declarat că perioada de după lansare a fost una extrem de dificilă pentru el și pentru studio, menționând că au primit numeroase amenințări cu moartea și cu bombe, ceea ce i-a forțat să fie în contact constant cu Scotland Yard. Murray a spus despre acea perioadă: „O iau foarte personal și nu am niciun sfat despre cum să treci prin așa ceva”. În octombrie 2016, contul de Twitter al Hello Games a fost spart și folosit pentru a posta mesajul „No Man’s Sky a fost o greșeală” și alte tweet-uri, înainte ca studioul să recapete controlul, incident ce a dus la și mai multă confuzie și dramă în comunitate. Utilizatorii au cerut rambursarea jocului atât de la Sony, cât și de la Valve, chiar și dincolo de termenii standard pentru astfel de solicitări, invocând numeroasele bug-uri și/sau lipsa funcțiilor promise. Deși unii jucători au susținut că au primit rambursări, ambele companii și-au reafirmat politicile de rambursare în fața numărului mare de solicitări.
Jurnalistul Geoff Keighley⁠(d), care fusese în contact cu Murray și Hello Games pe parcursul dezvoltării, a afirmat în septembrie 2016 că fusese „conflictual intern” în legătură cu starea jocului înainte de lansare, recunoscând că multe dintre funcțiile discutate de Murray nu urmau să fie incluse. L-a comparat pe Murray cu Peter Molyneux⁠(d), care și el făcuse promisiuni exagerate în trecut. Keighley și-a exprimat îngrijorarea că prețul de 60 de dolari era prea mare pentru starea jocului la acea dată și a sugerat abordarea unui model de tip Early access⁠(d). Potrivit lui Keighley, Murray i-a spus că nu vrea să mai colaboreze cu el, considerându-l „prea negativ în evaluarea jocului și a stadiului echipei”. Keighley a simțit că Murray nu a reușit să „rupă plasturele” și să comunice clar ce funcții au fost eliminate, ceea ce l-a făcut să „își piardă respectul față de public”. Totuși, după lansare, Keighley a reluat legătura cu Murray și plănuia să discute în detaliu despre ce s-a întâmplat.
Președintele Sony, Shawn Layden⁠(d), declara în noiembrie 2016 că Hello Games avea o „viziune incredibilă” și o „ambiție foarte mare” pentru No Man’s Sky, și că dezvoltatorii încă lucrează pentru a aduce jocul la nivelul dorit. A adăugat că „uneori nu reușești din prima” și că Sony nu vrea să suprime ambiția dezvoltatorilor sau să impună un anumit stil de joc.
În septembrie 2016, Advertising Standards Authority⁠(d) (ASA) din Regatul Unit a demarat o investigație privind promovarea jocului No Man’s Sky, în urma mai multor plângeri. ASA are autoritatea de a cere retragerea materialelor publicitare care încalcă standardele sale. În cazul Hello Games și Valve, ASA a evaluat în special materialele din pagina jocului de pe Steam care prezentau funcții ce păreau absente din jocul final, dar a analizat și alte canale oficiale de promovare, inclusiv canalul YouTube oficial al jocului. Mai mulți avocați din industria jocurilor, consultați de PC Gamer, au notat că, deși ASA a intervenit cu succes în cazuri anterioare de publicitate falsă, este dificil să demonstrezi acest lucru în cazul unui joc procedural ca No Man’s Sky, deoarece e imposibil să explorezi întregul joc pentru a dovedi absența unei funcții. De asemenea, au spus că declarațiile făcute în afara canalelor promoționale oficiale – cum ar fi interviurile sau rețelele sociale – nu pot fi considerate publicitate în sens legal, limitând astfel acțiunea ASA.
ASA a concluzionat în noiembrie 2016 că publicitatea jocului No Man’s Sky pe Steam nu a încălcat standardele sale, considerând că imaginile și videoclipurile folosite reprezentau într-un mod rezonabil experiența tipică a jucătorului într-un joc generat procedural. ASA a respins plângerile și a mai afirmat că, întrucât Valve nu are control asupra conținutului de pe pagina de Steam al Hello Games, nu poate fi trasă la răspundere pentru materialele respective.

### Actualizări ulterioare
Pe 25 noiembrie 2016, Hello Games a anunțat că plănuiește să aducă o actualizare majoră, cunoscută sub numele de actualizarea „Foundation”, în joc, afirmând că „Am fost tăcuți, dar ascultăm și ne concentrăm pe îmbunătățirea jocului pe care echipa noastră îl iubește și pentru care simte atât de multă pasiune.” Hello Games nu menționase o perioadă de lansare, iar mulți jurnaliști au fost surprinși când actualizarea a fost lansată doar două zile mai târziu. Actualizarea a fost în general bine primită de jurnaliști, care, deși au considerat că nu satisface complet toate funcțiile care păreau promise pentru joc, au recunoscut că aceasta a ajutat jocul să meargă în direcția corectă în așteptarea unor patch-uri majore viitoare. Actualizarea a readus o parte dintre jucătorii care abandonaseră anterior jocul și a generat o recepție mai pozitivă din partea unor jucători, în timp ce alții au rămas în continuare dezamăgiți de problemele inițiale ale lansării jocului. A doua actualizare majoră, „Path Finder”, a fost lansată în martie 2017. Până la a treia actualizare majoră, „Atlas Rises”, la un an după lansarea inițială, mulți au simțit că jocul era acum mult mai bun și se apropia de ceea ce se așteptau. Julie Muncy de la Wired a spus că abilitatea actualizărilor din No Man’s Sky demonstrează că jocul poate fi mai organic, adăugând funcții noi semnificative care pot schimba dramatic senzația generală a jocului.
Privind retrospectiv după acest patch, jurnaliștii au lăudat în general Hello Games pentru că au păstrat discreția în legătură cu detaliile exacte ale actualizării până chiar înainte de lansare, pentru a evita aceeași situație în care s-a aflat jocul la lansarea inițială. Murray însuși a evitat să comenteze direct cu privire la oricare dintre actualizările pentru No Man’s Sky și s-a ținut departe de „ciclul de hype” până în momentul în care actualizările sunt gata de lansare, pentru a nu repeta greșelile din lansarea inițială a jocului. Aproape toate actualizările majore ulterioare au fost precedate doar de un tweet al lui Murray cu un emoji care sugera conținutul actualizării cu două-trei zile înainte de lansare, permițând comunității jocului să se entuziasmeze fără să le fie alimentată așteptarea prea mult timp. Gamasutra a numit Hello Games unul dintre cei mai buni zece dezvoltatori ai anului 2016 nu doar pentru realizările tehnice din No Man’s Sky, ci și pentru că nu s-au prăbușit sub valul de furie îndreptat împotriva companiei și au continuat să îmbunătățească jocul. Îmbunătățirile continue și gratuite aduse jocului No Man’s Sky au fost considerate de mai multe publicații drept o reabilitare pentru Hello Games și pentru lansarea inițială a jocului. La aniversarea de cinci ani, recenziile utilizatorilor de pe Steam pentru No Man’s Sky au trecut la „mai degrabă pozitive” după ce inițial fuseseră „extrem de negative” la momentul lansării, și au ajuns la „foarte pozitive”, reprezentând 80% sau mai multe recenzii pozitive, la opt ani de la lansare. La aniversarea de cinci ani și după aceea, jurnaliști de la site-uri precum IGN, TechRadar⁠(d) și TheGamer⁠(d) au început să prezinte jocul ca una dintre cele mai mari povești de reabilitare din istoria jocurilor video.

### Influență
Discrepanța dintre așteptările pentru No Man's Sky și produsul lansat inițial este considerată un moment de referință în promovarea jocurilor video, multe surse analizând cum ar trebui promovat corect un joc într-o „lume post-No Man's Sky”. Situația legată de promovarea jocului prin capturi de ecran și videoclipuri care nu proveneau din versiunea finală a jocului – o practică cunoscută sub numele de „Bullshotting⁠(d)” – a dus la discuții între dezvoltatori, publisheri și jurnaliști despre cum pot fi cel mai bine prezentate jocurile viitoare fără a induce publicul în eroare. Keighley, care a simțit o oarecare responsabilitate pentru situația No Man’s Sky, a anunțat că toate jocurile prezentate la The Game Awards 2016 se vor concentra mai mult pe gameplay din jocuri aproape finalizate, folosind un format de tip Let's Play⁠(d), în locul videoclipurilor scriptate sau pre-randate. Mai mulți jurnaliști atribuie schimbările din politica platformei Steam de la Valve din noiembrie 2016 – care a cerut ca toate capturile de ecran și videoclipurile să provină din produsul final – ca fiind un răspuns la No Man’s Sky.
Eșecul aspectelor promoționale ale No Man's Sky a afectat alte jocuri de simulare spațială și open-world bazate pe ideea de a oferi jucătorilor un sandbox vast, deoarece jucătorii au devenit sceptici față de afirmațiile grandioase pe care aceste jocuri le pot face. Novaquark, dezvoltatorii viitorului joc open-world Dual Universe⁠(d), s-au confruntat cu dificultăți în strângerea fondurilor pe Kickstarter în lunile imediat următoare lansării No Man’s Sky, dar au recunoscut nevoia de a fi deschiși și transparenți față de finanțatorii potențiali în ceea ce privește ce va avea și ce nu va avea jocul. Fenix Fire, dezvoltatorii jocului de explorare spațială Osiris: New Dawn⁠(d), au folosit sesiunile de întrebări și răspunsuri prin care a trecut Sean Murray înainte de lansarea jocului pentru a înțelege ce caută jucătorii în astfel de jocuri și pentru a ghida dezvoltarea propriului lor joc. Potrivit unui raport al Kotaku, BioWare își imaginase inițial că Mass Effect: Andromeda⁠(d) va folosi generare procedurală pentru crearea unui univers explorabil, chiar înainte de anunțul No Man’s Sky, și a insistat și mai mult în această direcție după entuziasmul generat de anunțul jocului. Totuși, nu au reușit să facă sistemul procedural să funcționeze corespunzător cu motorul Frostbite 3, fiind nevoiți să renunțe la aceste planuri până în 2015.
Wesley Yin-Poole de la Eurogamer a observat că, în urma lansării problematice a No Man’s Sky, dezvoltatorii par să „joace cu cărțile aproape de piept de teamă să nu promită ceva ce nu pot livra” – ca exemplu, a menționat că Sea of Thieves⁠(d) de la Rare, deși fusese promovat anterior prin videoclipuri vagi care lăsau multe întrebări fără răspuns, a lansat un program „Insider” în decembrie 2016 pentru a oferi acces limitat la testări alpha și videoclipuri de gameplay mai concrete. În mod similar, Compulsion Games, care și-a prezentat jocul We Happy Few⁠(d) la PAX East⁠(d) 2015 și a generat un hype similar cu No Man’s Sky, a lucrat pentru a tempera așteptările percepute după ce au văzut ce s-a întâmplat cu No Man's Sky la lansare. Mai exact, Compulsion, un studio mic, a constatat că mulți tratau jocul lor ca pe un titlu AAA și au dorit să clarifice ce urmează să fie jocul, alegând strategia de lansare în acces anticipat pentru a asigura transparența.